# Ferrel
Ferrel es una freguesia portuguesa del municipio de Peniche, con 13,79 km² de superficie y 2649 habitantes (2011). Su densidad de población es de 192,1 hab/km².